# Extractive Industries Transparency Initiative
Het Extractive Industries Transparency Initiative (EITI) is een wereldwijde standaard voor goed bestuur bij de ontginning van delfstoffen en fossiele brandstoffen.
De EITI-standaard vereist openheid van informatie over de hele waardeketen van de delfstoffenindustrie, vanaf de ontginning tot de fiscale en economische bijdrage van de bedrijfsactiviteiten. Dit omvat de manier waarop licenties en contracten worden toegewezen en geregistreerd, wie de uiteindelijke begunstigden van die operaties zijn, welke fiscale en juridische regelingen gelden, en statistieken over productie, betalingen en werkgelegenheid.

## Ontstaan
Het “Extractive Industries Transparency Initiative” (EITI) werd in september 2002 gelanceerd door toenmalig Brits premier Tony Blair op de Johannesburg World Summit van 2002.
Aan de lancering gingen jaren van maatschappelijk debat vooraf, en druk vanwege vooral Britse NGO’s. Centraal in het debat stond de vaststelling dat vele landen uit het Zuiden weliswaar rijk waren aan delfstoffen, maar hun welvaart niet zagen toenemen omdat de winsten daarvan grotendeels afvloeiden naar het buitenland: de zogenoemde “vloek van de grondstoffen”.
De organisatie werd formeel opgericht op een conferentie in Londen, op 17 juni 2003.

## De EITI-standaard
De oorspronkelijke principes van goed bestuur werden over de jaren heen uitgebreid en verfijnd. De jongste editie, de EITI Standard 2016, is gepubliceerd in 10 talen.

## Structuur en financiering
Het EITI, juridisch een non-profitorganisatie volgens Noors recht, heeft een ledenconferentie die om de twee tot drie jaar samenkomt, en verder een bestuur en het secretariaat in Oslo. In het EITI zijn zowel landen, bedrijven als de burgermaatschappij vertegenwoordigd.
Het EITI wordt gefinancierd door bijdragen van lidstaten, ondersteunende organisaties en bedrijven.

## Leden

### Lidstaten
Begin 2018 waren 51 landen toegetreden, in september 2021 waren er 55. Daarvan is voor ongeveer de helft een gunstig rapport opgesteld, de overige zijn ofwel in behandeling, of boeken onvoldoende vooruitgang volgens de organisatie.
Australië en Frankrijk hebben om toetreding verzocht, maar waren in 2021 geen lid. Equatoriaal-Guinea, Gabon en Jemen zijn geschrapt, Azerbeidzjan en Niger hebben het EITI verlaten. Opvallend is ook dat de Verenigde Staten in oktober 2017 de organisatie de rug hebben toegekeerd.

### Andere leden
Naast de lidstaten zijn nog een aantal andere entiteiten lid van of aangesloten bij het EITI:
- een zestigtal bedrijven, waaronder Anglo American, ArcelorMittal, Freeport-McMoRan, Glencore en verschillende oliemaatschappijen[10]
- een vijfentwintigtal internationale organisaties en financiële instellingen, waaronder de Afrikaanse Unie, de Europese Bank voor Wederopbouw en Ontwikkeling (EBRD), de Europese Commissie, de G8 en G20, het Internationaal Monetair Fonds (IMF), de OESO en de Wereldbank[11]
- een twaalftal NGO’s, waaronder Oxfam International, Caritas, en Transparency International[12]

## Impact en kritiek
Volgens het jaarrapport van 2017 heeft het EITI in verschillende landen over de hele wereld een aanzienlijke bijdrage geleverd aan een beter bestuur in de grondstoffensector, met als voorbeelden de hervormingen in de Democratische Republiek Congo en Nigeria, en het maatschappelijk debat in Peru. Op internationaal niveau heeft het EITI geleid tot diepgaande debatten over transparantie in de sector.
Als punten van kritiek op de organisatie is te horen:
- het gebrek aan sancties, aangezien medewerking juridisch gezien op vrijwillige basis gebeurt[15]
- uit het bedrijfsleven is dan weer te horen dat de organisatie te veel gedomineerd wordt door NGO’s[16]
- de onvolledigheid van de cijfergegevens: zo ontbraken cijfers over de handelsstromen buiten de landen van winning, en worden fiscale gegevens verstrekt zonder opgave van de berekening van die belastingen[17]
- een ander pijnpunt is het vaak niet-transparante geldverkeer van en naar Belastingparadijzen[17]
- ook zou de organisatie onvoldoende oog hebben of gehad hebben voor schendingen van de mensenrechten in sommige lidstaten, met name Ethiopië.[18] In het geval van Azerbeidzjan echter gebeurde precies het omgekeerde: toen het EITI de mensenrechten aankaartte, was het de Europese Investeringsbank die de zaak negeerde.[19]

In het EITI Progress Report 2021 wordt vooruitgang gemeld inzake transparantie, met name over uiteindelijk begunstigden.